# Rattus osgoodi
Rattus osgoodi is een rat die voorkomt in de provincie Tuyen Duc in het zuiden van Vietnam. Er zijn 27 exemplaren bekend, die gevangen zijn op een hoogte van 1000 tot 2200 m in Gougah en op Mount Lang Bian. Het dier is genoemd naar Wilfred Osgood (1875-1947), een bekende mammaloog.
Hoewel deze rat sterk lijkt op R. losea, is hij kleiner en heeft een kortere staart, een dikkere, zachtere, donkerbruine vacht en een kleinere schedel en kiezen. De kop-romplengte bedraagt 124 tot 171 mm, de staartlengte 102 tot 137 mm, de achtervoetlengte 26 tot 37 mm en de schedellengte 31 tot 36,2 mm. Het dier lijkt wel wat op woelmuizen (Microtus).